# The Strangerhood
The Sims er en engelsksproget tegnefilm-film (machinima) af 20th Century Fox og folkene bag Rooster Teeth LLC. lavet udelukkende med livssimulationsspillet The Sims 2. Filmen hedder The Strangerhood på engelsk og er opdelt i flere episoder eller i alt med særlige episoder og videoer Brooke Hattabaugh. Filmens titel er opkaldt efter Strangerhood, det engelske navn for nabolaget Særhby i spillet. Temasangen er Crazy Zoo af The Uggos. Hvert afsnit varer omkring 5 minutter.

## Rolleliste
- Dickie – en mand måske lidt langsom i opfattelsen men glad og entusiastisk og som altid har smart tøj på
- Catherine – catherine en dame som kun kun op i folks udsende og er en typisk dum blondine
- Wade – en mand og en glad og hippieagtig type, der lader til ikke at bekymre sig meget om hvad der foregår omkring ham
- Tovar – en mand og en fjollet person som gør dumme ting, der ikke har tjek på noget og taler med en østeuropæisk accent
- Nikki – en dame og en sød flink og meget naturlig. Nikki er nysgerrig og vil meget finde ud hvad der foregår
- Sam – en mand og måske den eneste normale person i filmen. Han er den eneste som måske ved, at der foregår mærkelige ting i huset...
- Griggs – en mand og er en militærtype mand med karseklippet hår og militær krigsmaling i ansigtet. Han er en militærtype, som ikke tænker meget
- Dr. Chalmers – bliver irritabel og sur når folk ikke hurtigt fatter hvad han mener. Han elsker at spille skak og logisk tænkning. Han er en gammel mand med hvidt skæg og runde briller.
- Tobar – Tovars onde tvilling –
- President "Durnt" Wade –
- Den almægtige stemme (sam) -

## Handling
I første episode fremgår det, at der er otte personer, som ikke ved, hvad de laver og har hukommelsestab. Det bliver værre, da en mystisk stemme taler til dem fra et tv, og da en af figurene bliver slået ihjel. Det skorter heller ikke på intriger, da man efterhånden opdager, at flere af dem har skeletter i skabene... hvad er meningen, og hvem er morderen?

## Format
Serien kan købes i en dvd. boks eller downloades gratis over internettet eller ses på deres officielle kanal på youtube.

## Citater
mange gange kan vi ikke finde den helt rigtige animation i spillet til det vi vil fortælle i historien. så man må træde et skridt tilbage og sige: ok vi kan ikke få ham til at give hende en lussing men måske kan han gøre noget andet, der minder om det. og ofte bliver det sjover.
sagt af Matt Hullum

det håber jeg. hvis der er nok fans der vil have det så er jeg sikker på at vi nok skal finde en måde at gøre det på.

Matt Hullum ang. en sæsons 2

## Afsnit (sæson 1)
- Why Are You Here?(Oktober 18, 2004 5:20):
- The One With The Premise(November 10, 2004 4:44):
- We Have a Floater(December 2, 2004 3:40):
- Sublimination Round(December 2, 2004 4:48):
- Things Misremembered(4:37 31 Marts 2005):Wade har påtaget sig rollen som politibetjent da en af de øvrige naboer bliver fundet myrdet og Wade gennemgår alle det mistænke bl.a. Tovar
- Idol Desperation(April 26, 2005 5:08):
- Star-Crossed Suckers(21 Oktober 2005 4:35):
- WSI(November 15, 2005 4:44):
- Detective Defective(December 1, 2005 4:55):
- Devil May Care(19 Januar 2006 3:05):
- Cell Block Duh(2 februar, 2006 3:50):
- Surprise Guest(14 februar 2006 3:51):
- Double Indumbnity(2 marts 2006 4:16):
- Nikki's Alias(16 marts 2006 3:57):
- Lost in Place(31 marts 2006 3:41):
- The Montage Exposition(April 11, 2006 3:50):
- The Final Countdown(April 27, 2006 6:35):

## Ekstra afsnit
nogle afsnit der ikke var en del af sæson 1
- Holiday Wishes(December 23, 2004 2:08):
- Halloween Special(29 oktober 2005 3:30):
- Bye Nikki Bye(April 12, 2005):musikvideo om Nikkis tid i serien
- Strangerhood Studios #1(12 Juli 2005 1:03):
- Strangerhood Studios #2(12 Juli 2005 1:09):
- Strangerhood Studios #3(August 1, 2005 1:11):
- Strangerhood Studios #4(August 15, 2005 1:21):
- Strangerhood Studios #5(September 7, 2005 1:18):
- Strangerhood Studios #6(Oktober 12, 2005 2:21):
- Sponsor Videos():
- Trailer(September 28, 2004 0:57):

## Medvirkende
- Matt Hullum
- Burnie Burns
- Brian Lynch (manuskript)
- Jeff Williams
- Nico Audy-Rowland
- Brooke Hattabaugh
- Geoff Ramsey
- Lindsey Griffith
- Gustavo Sorola
- Paul Marino
- Dan Godwin
- Joel Heyman
- David Zellner
- Brooke Hattabaugh